# ماریا و کونسولاتا امواکیکوتی
ماریا و کونسولاتا امواکیکوتی (به انگلیسی: Maria and Consolata Mwakikuti) (زاده - درگذشته ۲ ژوئن ۲۰۱۸) دوقلوی به‌هم‌چسبیده اهل تانزانیا بودند. ماریا و کونسولاتا از سینه به‌هم‌چسبیده بودند و یک پایین‌تنه زنانه داشتند و برخی از اعضا از جمله کبد و ریه‌هایشان نیز مشترک بود اما دو قلب، دو سر و دست و بازوهای جداگانه داشتند. والدین این دو زمانی که کودک بودند درگذشتند و یک مؤسسه خیریه کاتولیک سرپرستی آنها را بر عهده گرفت و آنها را بزرگ نمود. ادامه تحصیل برای ماریا و کونسولاتا در شرایطی که آنها داشتند بسیار دشوار بود و با کمک مالی محلی و کمک‌های مردمی توانستند ادامه تحصیل دهند. این دو خواهر که به شدت مخالف جراحی برای جداشدن بودند گفته بودند که آرزو دارند روزی با یک شخص ازدواج کنند. دو خواهر در مصاحبه با بی‌بی‌سی گفته بودند که قصد دارند پس از پایان تحصیلات دانشگاه معلم شوند. دوقلوها که از ماه دسامبر ۲۰۱۷ به دلیل بیماری قلبی در بیمارستان بستری بودند، شنبه دوم ژوئن ۲۰۱۸ در ۲۲ سالگی بر اثر بیماری قلبی درگذشتند. این دو بسیار شناخته شده و محبوب بودند و مرگ آنها بسیاری را در سراسر تانزانیا اندوهگین کرد.